# West Weber (Utah)
West Weber ist eine Unincorporated Community im Weber County, Utah in den Vereinigten Staaten. Die Ortschaft liegt etwa 13 km nordwestlich von Ogden. West Weber, das damals rund 700 Einwohner hatte, wurde 1877 als mormonischer Gemeindebezirk gebildet. Die Ortschaft liegt nordöstlich der Kreuzung von Utah State Route 134 und Utah State Route 39. Die nächstgelegene Autobahn ist der Veterans Memorial Highway (Interstate 84/Interstate 15), der über die Route 39 erreicht wird, etwa acht Kilometer weiter im Osten.
In West Weber gibt es eine Elementary School. Der Weber River verläuft in der Nähe; seit 1903 führt eine Brücke über den Fluss.

## Geschichte und Wirtschaft
Der östliche Bereich von West Weber war eine Zeit lang auch als Alma oder Garland bekannt. John Staker und Sbenezer Wiggins bauten hier 1853 Getreide an. Das Land in West Weber war jedoch wenig ertragreich und galt 1903 als eines der ärmsten zwischen dem Großen Salzsee und Ogden. Dennoch wurden in dem Gebiet Rüben angebaut, was durch das Bohren von artesischen Brunnen zur Bewässerung und Düngung mit Nitraten ermöglicht wurde. Archibald McFarland hatte 1859 in West Weber einen Bewässerungskanal gegraben. Die frühen Siedler investierten 1860–61 rund 2500 US-Dollar um zehn kleinere Farmen bewässern zu künnen.